# Sophronica costulata
Sophronica costulata là một loài bọ cánh cứng trong họ Cerambycidae.